# Paul McAuley
Paul McAuley, también conocido como el Hermano Paul (Portsmouth, South East England, Inglaterra, 29 de octubre de 1947-Iquitos, Maynas, Loreto, 2 de abril de 2019), fue un  religioso y misionero católico de los Hermanos de La Salle y activista ambiental británico. El 2 de abril de 2019 fue hallado muerto en la comunidad estudiantil intercultural "La Salle", en Iquitos, en el distrito de Belén, Perú. Su cadáver fue hallado quemado por estudiantes de la comunidad.

## Biografía
Paul McAuley nació en Portsmouth, Inglaterra, el 29 de octubre de 1947. 

### Colegio Fe y Alegría N° 43 "La Salle"
Llegó al Perú en 1991 y asumió junto al hermano Juan José Salas la puesta en marcha del colegio Fe y Alegría N° 43 "La Salle", institución educativa fundada por un grupo de pobladores del asentamiento humano «Luis Felipe de las Casas» del sector denominado El Zapallal, en el distrito de Ventanilla de la ciudad de Lima. El proyecto educativo fue el resultado de un convenio entre la organización Fe y Alegría y el Instituto de los Hermanos de las Escuelas Cristianas con apoyo económico de la cooperación internacional.
La experiencia del colegio en educación ambiental ha sido y sigue siendo objeto de estudio en varias universidades del país.

### Viaje a la amazonía
Se trasladó a la amazonía peruana en el 2000 para apoyar a las comunidades nativas. Laboró en Moyobamba en la región San Martín y luego en la provincia de Maynas en región Loreto. En el 2004 fundó la Red Ambiental Loretana (RAL) dedicada a la defensa ambiental y al desarrollo local y comunitario. En Iquitos fue asesor en la radio La Voz de la Selva, del Instituto Superior Pedagógico Público Loreto, a cargo de los Hermanos de La Salle.

### Amenaza de expulsión del Perú
El 11 de junio de 2010, a partir de una resolución del Ministerio del Interior, el gobierno peruano durante la presidencia de Alan García decidió cancelarle la residencia debido a su defensa de los derechos indígenas y del medio ambiente. Organizaciones como la Sociedad Peruana de Derecho Ambiental (SPDA), la Coordinadora Nacional de Derechos Humanos (CNDDHH), Amnistía Internacional y Asociación Pro Derechos Humanos (APRODEH), entre otras, salieron en defensa del misionero rechazando la expulsión. La resolución ministerial fue suspendida el 7 de julio por el Primer Juzgado Civil de Maynas. En ese entonces, el hermano Paul McAuley le dijo a la BBC,:

"A menudo se acusa a la educación de incitar a las personas a comprender sus derechos, a ser capaces de organizarse para garantizar sus derechos humanos. Si eso es un crimen, entonces sí soy culpable. Como miembro de una orden católica, mi vida ha estado dedicada a la educación humana y cristiana."
Paul McAuley (2010), Fuente: BBC.

### Circunstancias de su muerte
Fue encontrado muerto, el cuerpo calcinado, la mañana del 2 de abril de 2019 por estudiantes de la comunidad "La Salle". La Conferencia Episcopal Peruana ha solicitado a las autoridades peruanas investigar su muerte y hallar a los responsables. Julia Urrunaga, la directora de la Agencia de Investigación Ambiental (EIA, por Environmental Investigation Agency en inglés), una ONG británica dedicada a investigar y hacer campañas contra los abusos y crímenes ambientales, lamentó la muerte de Paul McAuley, expresándose de la siguiente manera:

"El Hermano Paul era un ser humano maravilloso. Cuando se mudó a la Amazonía peruana, se enfocó en ayudar a líderes indígenas jóvenes, apoyándolos a acceder las herramientas y medios para poder defender los derechos de sus comunidades y sus bosques. Estar a su lado era inspirador."
Directora de EIA Julia Urrunaga, Fuente: The Guardian.

El 4 de abril de 2019, el doctor Francisco Moreno, jefe de medicina forense en Loreto, declaró que no se encontraron evidencias de dióxido de carbono en la sangre del cuerpo descartándose la posibilidad de que la causa de la muerte haya sido por incineración.
Latinoamérica es considerada la región más peligrosa para los defensores ambientales y en 2014 Perú ocupó el cuarto lugar como país más peligroso para un defensor ambiental.

## Distinciones
- Premio Esteban Campodónico 1999 por servicios directos a la comunidad.[27]
- Miembro de la Orden del Imperio Británico.[28]

### Entrevistas en Video
- VIDEO: Entrevista con el Hermano Paul McAuley (Iquitos, 2014, en inglés)

- Datos: Q62719836